# Federación Italiana de Balonmano
La Federación Italiana de Balonmano (en sus siglas en italiano FIGH, por Federazione Italiana Giuoco Handball) es una federación del Comité Olímpico Nacional Italiano y la única acreditada con el objetivo de promover el juego de balonmano y balonmano playa en Italia. Es uno de los miembros de la Federación Internacional de Balonmano (IHF) y de la Federación Europea de Balonmano (EHF). 

## Historia
Los comienzos del balonmano en Italia están estrechamente ligados a la labor pionera de Aurelio Chiappero, quien promovió la práctica competitiva del balonmano en Pavía en dos períodos: primero en 1940 y luego, nuevamente, después de la Guerra, en 1945.
Chiappero fue quien, antes de que la falta de fondos provocara la suspensión de las actividades del grupo en 1947, representó a la Federación de Balonmano, que aún no estaba afiliada al Comité Olímpico Nacional Italiano (CONI). Esta federación participó con derecho a voto consultivo en el primer Congreso Electivo del CONI el 27 de julio de 1946.
El relanzamiento del balonmano en Italia ocurrió a mediados de los años sesenta, cuando el deporte comenzó a introducirse en las escuelas y, motivado por su inclusión en el programa de deportes olímpicos, el CONI creó un comité promotor. Este comité estuvo presidido por Eugenio Enrile, inspector del Ministerio de Educación Pública, con Chiappero como secretario. El 20 de diciembre de 1969, Mario Costantini firmó el acta fundacional de la FIGH y, el 6 de febrero de 1971, en la Asamblea Electiva de Roma, fue elegido su primer presidente.
La FIGH obtuvo el reconocimiento oficial como deporte el 22 de diciembre de 1971. Posteriormente, el 19 de diciembre de 1974, ingresó al CONI como "miembro adherente", alcanzando el estatus de "miembro efectivo" el 22 de febrero de 1979, durante el 57° Consejo Nacional.

## Presidentes
- 1967 - 1968 Eugenio Enrile [2]
- 1969 - 1972 Mario Costantini
- 1972 - 1976 Eugenio Marinello
- 1976 - 1991 Concetto Lo Bello [3]
- 1991 - 1994 Ralf Dejaco [4]
- 1994 - 1997 Piero Jaci
- 1997 - 2017 Francisco Purromuto
- 2017 - 2023 Pasquale Loria
- 2023 - 2024 Francesca Macioce [5]
- 2024 - Stefano Podini

## Secretarios
- 1969 - 1973 Aurelio Chiappero
- 1974 - 1980 Giuseppe Gentile
- 1981 - 1982 Franco Bimbi
- 1982 - 1984 Tiziano Petracca
- 1984 - 1993 Pier Luigi Gatti
- 1993 - 1996 Alejandro Rossi
- 1996 - 1997 Giuseppe Gentile
- 1997 - 1998 Sandro Rossi
- 1998 - 1999 Umberto Desideri
- 1999 - 2000 Nicola Bozzi
- 2002 - 2023 Adriano Ruocco

## Organigrama
Composición de la FIGH, actualizada a junio de 2024, de los órganos centrales de gobierno de la federación: 
- Presidente: Stefano Podini
- Vicepresidente adjunto: Massimiliano Bardini
- Vicepresidente: Flavio Bientesi
- Consejeros federales:

- Paolo Baresi
- Rosita Cangiano
- Giovanni D'Urso
- Vincenza Fanelli
- Onofrio Fiorino
- Katia Soglietti
- Giovanni Sorrenti
- Lionello Teofile

- Presidente del consejo de auditoría: Luigi Maria Bruschetti Battibocca
- Junta de Auditores:

- Paolo Spernanzoni
- Paola Scialanga

## Proyectos federales
En los últimos años, la Federación Italiana de Balonmano (FIGH) ha impulsado varios proyectos destacados, como los equipos federales Esercito-FIGH Futura Roma y Campus Italia
El Esercito-FIGH Futura Roma fue un club de balonmano femenino creado en 2011 y gestionado directamente por la FIGH. Su objetivo principal era desarrollar jóvenes talentos italianos con la meta de clasificar a la selección nacional para los Juegos Olímpicos de Río 2016. Sin embargo, al no lograr esta meta, el equipo fue disuelto.
Por otro lado, el proyecto Campus Italia, iniciado en 2021, reúne a jugadores menores de 17 años para competir en el campeonato de la Serie A2. Este programa busca fortalecer y formar nuevos talentos con vistas a futuras convocatorias para la selección nacional. Para la temporada 2022-23, el equipo fue promovido a la Serie A Oro.
Además, la FIGH ha establecido un centro federal conocido como la Casa del Balonmano, situado en el Pala Santa Filomena de Chieti.

## Competiciones
- Campeonato italiano de balonmano masculino
- Campeonato italiano de balonmano femenino Serie A1
- Copa de Italia (balonmano masculino)
- Copa de Italia (balonmano femenino)
- Supercopa de Italia (balonmano masculino)
- Supercopa de Italia (balonmano femenino)
- Campeonato italiano de balonmano playa

## Patrocinador técnico
El patrocinador técnico de la Federación es la empresa italiana Givova: suministra el material técnico a las selecciones absoluta y juvenil y al cuerpo arbitral.